# Freziera roraimensis
Freziera roraimensis är en tvåhjärtbladig växtart som beskrevs av Louis René Tulasne. Freziera roraimensis ingår i släktet Freziera och familjen Pentaphylacaceae. Inga underarter finns listade i Catalogue of Life.